# Adolphe Schloss

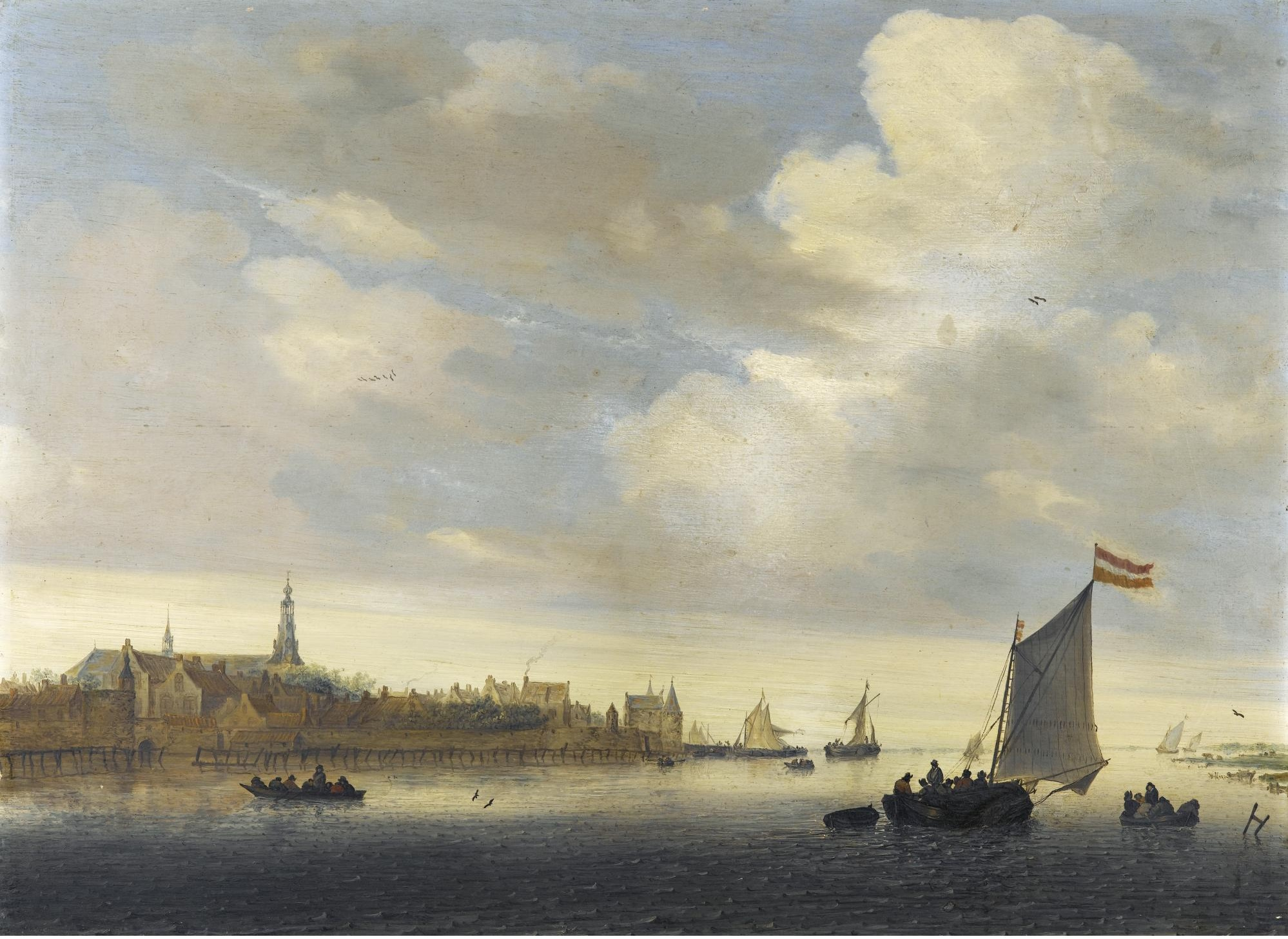
Salomon van Ruysdael, Flussansicht mit der Stadt Weesp, Öl auf Holz, 1650, aus der ehemaligen Sammlung Adolphe Schloss (restituiert)

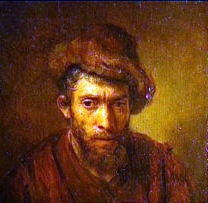
Rembrandt van Rijn, Jude in Pelzmütze (1660), aus der Sammlung Adolphe Schloss (restituiert)

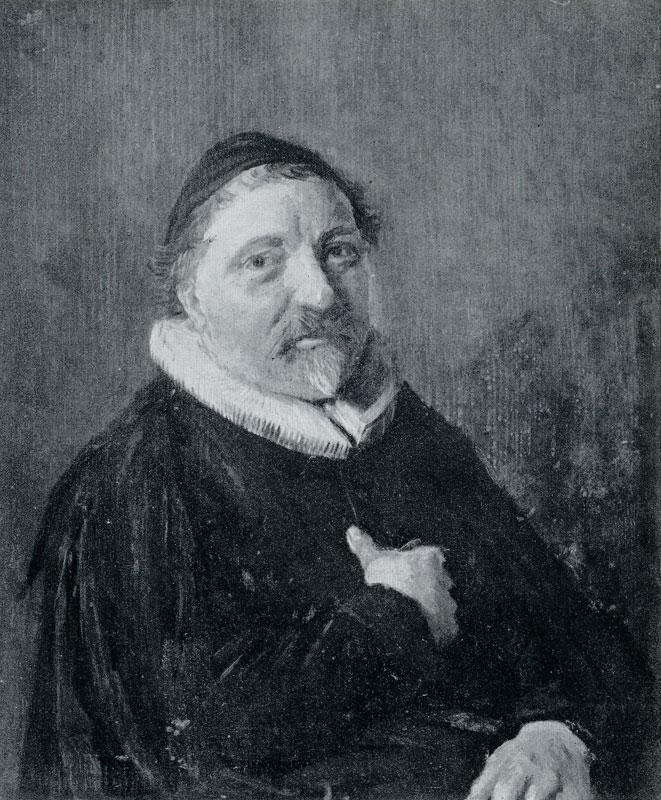
Frans Hals: Porträt des Pastor Adrianus Tegularius

Adolphe Schloss (* 10. August 1842 in Fürth; † 31. Dezember 1910 in Paris) war ein französischer Außenhandelsfachmann und Kunstsammler, der bedeutende Werke niederländischer Malerei des 17. Jahrhunderts, darunter sechs Werke von Rembrandt van Rijn sowie Hauptwerke von Pieter Brueghel, Frans Hals und Peter Paul Rubens in einer 333 Stücke umfassenden Sammlung zusammengetragen hatte. Die Sammlung der jüdischen Familie wurde Anfang 1943 im Auftrag der deutschen Besatzungsmacht beschlagnahmt und geraubt. Allein 262 Bilder wurden dabei in die Sammlung Hitlers, des Führermuseums Linz eingereiht. Nach dem Ende des Zweiten Weltkriegs waren fast alle Bilder der Sammlung Schloss verschollen.
Auf dem Friedhof am Montmartre bewahrte die Grabinschrift die Erinnerung an Adolphe Schloss, seine Gattin Lucie, geborene Haas und seine Tochter Marguerite. Der erfahrene, stets korrekte Außenhandelskaufmann wurde mit dem Bande der Ehrenlegion ausgezeichnet. Als Mitglied des Komitees für französische Messen im Ausland beteiligte er sich an der Organisation großer internationaler Industrie- und Gewerbeschauen wie den Weltausstellungen 1889 und 1900 in Paris sowie 1904 in Saint – Louis. In der Jury bewährte er sich als Fachmann für feine Bürsten-, Korb- und Lederwaren, sowie Kunsttischlerarbeiten.

## Sammlung Adolphe Schloss
Die Kunstsammlung wurde von der Familie Adolphe Schloss in Jahrzehnten aufgebaut. Der in Bayern geborene Schloss hatte 1871 die französische Staatsbürgerschaft erhalten und im Laufe der Jahre eine Sammlung bestehend aus 332 bedeutenden Werken der deutschen und niederländischer Malerei des 17. Jahrhunderts zusammengetragen. Die Familie Schloss wohnte inmitten ihrer Kunstsammlung in der Avenue Henri - Martin 38 im 16. Pariser Stadtbezirk.
Nach Schloss’ Tod ging die Sammlung auf seine Witwe Lucie (1858–1938), anschließend auf die Kinder Marguerite (1879–1959), Lucien, Henry und Juliette über.
Diese brachten die Sammlung während des Zweiten Weltkriegs aus Sorge vor Bombenangriffen von Paris in das Schloss Chambon bei Tulle in Zentralfrankreich.
Im April 1943 wurde die Sammlung aufgespürt und von Angehörigen der deutschen Gestapo, französischen Polizisten und Mitarbeitern des sogenannten Judenkommissariats der Vichy-Regierung beschlagnahmt und in das besetzte Paris gebracht. Dies geschah auf Veranlassung des NS-Kunsthändlers Bruno Lohse. Da die Beschlagnahmung zufälligerweise bekannt worden war und großes Echo in der Presse erregte, wurde von den Deutschen bestimmt, dass als erstes der französische Staat 49 Bilder aus der Sammlung Schloss erhalten sollte. Damit sollte der Anschein erweckt werden, dass das Vichy-Regime die Beschlagnahme durchgeführt hätte. Diese Bilder wurden dem Louvre überlassen. 262 Gemälde waren für Hitlers Kunstmuseum in Linz bestimmt; sie waren vom stellvertretenden Leiter des Sonderstabs Bildende Kunst des Einsatzstabs Reichsleiter Rosenberg (ERR), Bruno Lohse und dem für die Niederlande zuständigen Vertreter für den Sonderauftrag Linz Erhard Göpel ausgewählt worden. Stark beteiligt war auch Helmut von Hummel, der die Kommunikation zu Bormann und so zu Hitler, den reibungslosen Ablauf und die Sicherstellung des Projekts verantwortete. Um die Kunstwerke endgültig zu erwerben, wurde im Oktober 1943 ein Treffen abgehalten, bei der Karl Mürdel, von Hummel und Erhard Göpel anwesend waren. Dort wurde ein Kredit von 50 Millionen Reichsmark der Pariser Reichskreditkasse beschlossen, womit der Kauf und Transport der Gemälde gedeckt wurde. Die nach München geschafften Werke wurden dort von dem Leiter des Sonderauftrages, Hermann Voss begutachtet und akzeptiert, der für die Beschaffung der Kunstgegenstände für das Führermuseum zuständig war. Die Werke für das Hitlermuseum wurden im Führerbau aufbewahrt, weil das Linzer Museum noch nicht gebaut war. Als bei Kriegsende der Führerbau in München geplündert wurde, verschwanden auch viele Bilder der Sammlung Schloss. Nur 148 der Bilder tauchten seither wieder auf. Es werden auch heute noch Bilder aus der Sammlung Schloss entdeckt und restituiert. Zuletzt wurde 2001 das Gemälde Jude in Pelzmütze von Rembrandt aus dem Bestand der Nationalgalerie Prag von der Tschechischen Republik an die Erben zurückgegeben.

## Der Fall Adam Williams
Spektakulär war der Fall Adam Williams, der in der Kunstöffentlichkeit viel Aufsehen erregte und weitreichende Folgen hatte. Der US-amerikanische Kunsthändler Adam Williams bot das aus der Sammlung stammende Gemälde von Frans Hals Porträt des Pastor Adrianus Tegularius 1990 auf einer Kunstmesse in Frankreich zum Verkauf an. Das Gemälde hatte zuvor viermal den Besitzer gewechselt und war unter anderen in den Auktionshäusern Sotheby’s und Christie’s versteigert worden. Das Bild wurde auf der Messe im Auftrag des Universalerben der Familie Schloss, Jean Demartini, beschlagnahmt, der dem Bild schon seit 1967 auf der Spur war. Williams wurde von der französischen Polizei wegen Hehlerei verhaftet, jedoch von einem Pariser Appellationsgericht freigesprochen. Es begann eine Serie von Prozessen, die mit einer Entscheidung des Obersten Gerichtshofes in Paris am 4. Juni 2001 endeten. Dabei wurde Williams zu einer Gefängnisstrafe auf Bewährung, Zahlung einer Geldstrafe und zur Restitution des Gemäldes an Jean Demartini verurteilt. Das Gericht urteilte, dass der Händler seine Sorgfaltspflicht verletzt hätte. Er hätte seine Verantwortung nicht mit der Behauptung zurückweisen können, dass er von dem Raubhintergrund des Bildes nichts gewusst hätte.

## Kataloge
- Soixante-dix tableaux de la collection de feu M. Adolphe Schloss, dont la vente aux enchères publiques aura lieu à Paris, Galerie Charpentier ... 25. Mai 1949. Paris : R. Lebel, 1949
- Collection de feu M. Adolphe Schloss (deuxième vente) tableaux anciens dont la vente aux enchères publiques aura lieu à Paris, Galerie Charpentier ... 5 décembre 1951 .... Paris : R. Lebel, 1951
- Collection de... M. Adolphe Schloss. Tableaux anciens... [Vente à Paris, Galerie Charpentier, le 7 décembre 1954.] Paris : R. Lebel, 1954
- Marie Hamon-Jugnet: Collection Schloss : oeuvres spoliées pendant la deuxième guerre mondiale non restituées, 1943-1998. France. Ministère des affaires étrangères.Direction des Archives et de la Documentation. Paris 1998

## Filme
- Marc van Dessel: Paris – Von den Nazis gestohlen. Die Geschichte der Sammlung Schloss. Dokumentarfilm in Koproduktion mit ARTE (55 min., Erstausstrahlung auf ARTE im April 1999). Paris : Bagheera/La Cinquième/RTBF 1998 (The Jew with a Fur Cap/Le Juif au bonnet de fourrure)